# Таннадайс Парк
«Таннадайс Парк» (англ. Tannadice Park) — футбольный стадион в Данди, Шотландия, домашняя арена футбольного клуба «Данди Юнайтед». Находится менее чем в двухстах метрах от стадиона «Денс Парк», что делает эти две арены самыми близко расположенными в Великобритании. Первый стадион в Шотландии, на котором трибуна была оборудована консольной крышей.

## История
История «Таннадайс Парка» уходит корнями в 1870-е годы, когда на этом месте проводили матчи различные местные команды. В то время поле называлось «Клепингтон Парк», но названия команд, игравших на нём, не сохранились. Точно известно, что в 1882 году здесь свои домашние матчи проводил «Данди Ист Энд», позже тут играли «Данди Вайолет», «Джонстон Уондерерс», «Данди Уондерерс».
В 1891 году по инициативе «Джонстон Уондерерс» площадка была огорожена, чтобы можно было взимать плату за вход на матчи, а на западной стороне поля на склоне холма была оборудована простейшая трибуна без крыши на 500 мест, ставшая прообразом будущего стадиона. Вскоре после этого «Джонстон Уондеррерс» объединился с несколькими другими местными командами, был образован клуб «Данди Уондеррерс», и стадион принял первый матч футбольной лиги.
В 1909 году в Данди появилась новая команда — «Данди Хиберниан». Вместо того чтобы построить себе стадион в районе проживания ирландской диаспоры, руководство клуба решило арендовать уже готовую арену. На тот момент на стадионе все ещё играл «Данди Уондеррерс», но руководство «Данди Хиберниан» предложило существенно большую плату за аренду, что привело в ярость первых, и, покидая стадион, они полностью разрушили его инфраструктуру.
Тем не менее это не остановило новый клуб, а чтобы подчеркнуть появление новых хозяев, они изменили название поля на «Таннадайс Парк». Была построена новая трибуна вдоль всего поля, рассчитанная на тысячу зрителей, возведён электрифицированный павильон для раздевалок, офиса клуба, ложи прессы и судейской. 18 августа 1909 года «Данди Хиберниан» при 7000 зрителях впервые сыграл на своём стадионе, а соперником был их старший брат из Эдинбурга «Хиберниан».
Первоначальная вместимость «Таннадайса» была заявлена в 15000 мест, но судя по всему была завышена и в реальности стадион был рассчитан примерно на 10000 зрителей. Это подтверждается тем фактом, что в 1913 году для игры против «Форфар Атлетик» арену пришлось расширить, чтобы она вместила как раз 15000 человек.
В 1925 году «Данди Юнайтед» впервые вышел в Первый Дивизион футбольной лиги, стадион ожидала инспекция и клуб решил выкупить «Таннадайс» за 2500 фунтов. После этого был проведён ремонт стадиона, обновлены трибуны и установлены турникеты. Планировалась также стройка новой трибуны, для чего клуб выпустил в продажу акции, но собранных средств не хватило, и планы пришлось отложить.
Рекордная посещаемость «Таннадайс Парка» — 28000 человек. Такие цифры были зафиксированы на матче Кубка Ярмарок 16 ноября 1966 года против «Барселоны».
Следующие существенные изменения на стадионе случились в 1962 году, когда была открыта новая Главная трибуна. Она стала первой консольной трибуной, то есть трибуной без опорных столбов в середине, в Шотландии и второй в Великобритании. В 1971 году эта же трибуна стала первой в Шотландии оборудованной специальными остеклёнными местами для спонсоров. В 1985 году за 100 тысяч фунтов была установлена система подогрева поля. Правда, первый запуск системы закончился её поломкой.
В 1987 году «Таннадайс Парк» принял ответный матч финала Кубка УЕФА между «Данди Юнайтед» и шведским «Гётеборгом». Матч завершился вничью 1:1, но благодаря победе в первом матче трофей выиграли гости. Благодаря организованному приёму гостевых болельщиков «Данди Юнайтед» получил специальную награду от УЕФА, которая пошла на переоборудование одной из трибун стадиона. Тогда же в честь этого она была переименована в «Трибуну Фейр Плей».
В 1990-х «Данди Юнайтед» рассматривал возможность совместного использования нового стадиона со своим соперником «Данди», но в конце концов решил реконструировать «Таннадайс Парк». В 1992 году была построена «Трибуна Джорджа Фокса», в 1994-м Восточная (ныне «Трибуна Эдди Томпсона»), а в 1997-м перестроена «Трибуна Фейр Плей». Старая Западная трибуна в это время была полностью оборудована сидячими местами, чтобы соответствовать новым требованиям.
10 декабря 2003 года на стадионе прошёл единственный матч сборной, играли вторые команды Шотландии и Турции.

## Вне футбола
В 1928-м году стадион стал первым в Данди местом проведения собачьих бегов. Этому способствовало то, что стадион был окружён только земляными насыпями для болельщиков и имел всего одну трибуну, благодаря чему можно было удобно организовать беговую дорожку вокруг поля. Специально для бегов напротив главной трибуны была сооружена ложа для судей. Первые соревнования прошли 19 мая 1928 года в присутствии тысячи зрителей и дюжины букмекеров. Последний раз бега на «Таннадайсе» проводились 9 июня того же года из-за низкого зрительского интереса.
В 1941-м, после Нового Года, на стадионе прошёл боксёрский поединок за звание чемпиона Великобритании в легчайшем весе между местным чемпионом Джимом Бреди и Ричи Таннером. Он завершился победой первого, но был омрачнён снегопадом, из-за которого многие болельщики не пошли на стадион, а также сигналом воздушной тревоги, предшествовавшей бою и вынудившей отложить его начало.

## Архитектура стадиона
Стадион состоит из четырёх трибун и имеет классический для британских арен внешний вид. Южная трибуна стадиона считается первой в Шотландии трибуной с консольной крышей, благодаря чему обзор болельщикам не закрывают опорные столбы на переднем плане. Другая особенность этой трибуны в том, что она имеет слегка загнутую форму и частично огибает юго-восточный угол стадиона. Изначально планировалось построить таким образом все трибуны, но из-за нехватки финансов от этой идеи отказались. Те самые опорные столбы можно увидеть на одноярусной Западной трибуне. Так же по краям этой трибуны сохранились остатки старой трибуны со стоячими местами. Напротив неё находится двухъярусная Восточная трибуна. Северная трибуна или трибуна Джорджа Фокса тоже двухъярусная, её нижний ярус больше верхнего.

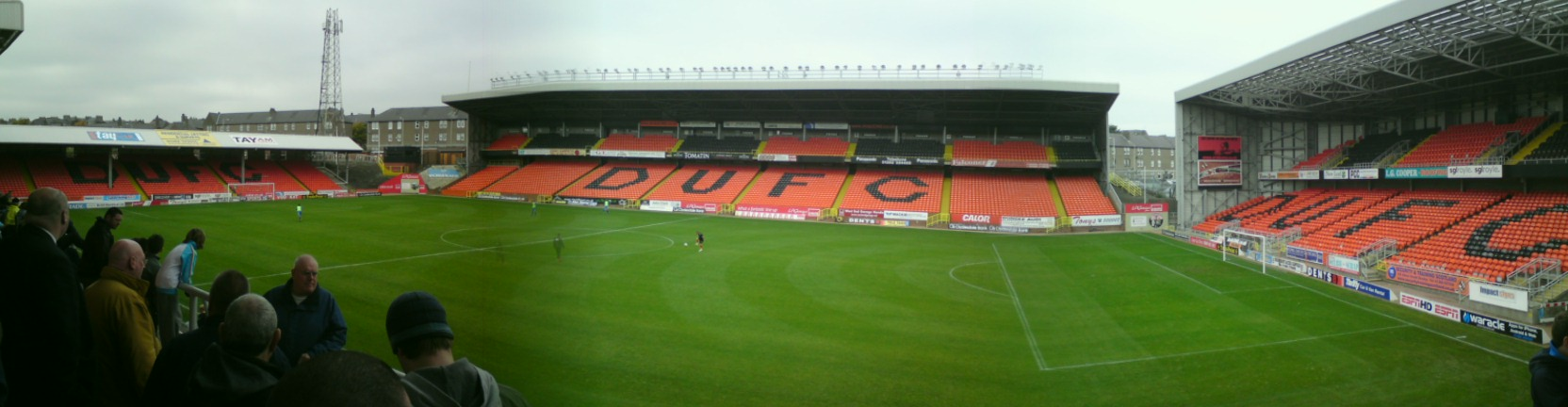
Панорама стадиона в 2011 году.